# Грабовский, Леонид Александрович
Леони́д Алекса́ндрович Грабо́вский (укр. Леонід Олександрович Грабовський, род. 28 января 1935 года, Киев) — украинский композитор. Проживает в США с 1990 года.

## Биография
Учиться игре на фортепиано начал поздно, начиная с 16-летнего возраста. Несмотря на это, уже через три года смог поступить на композиторский факультет Киевской консерватории.
С 1951 по 1956 годы Грабовский обучался на экономическом факультете Киевского университета им. Шевченко, а с 1954 по 1959-й занимается по классу композиции в Киевской консерватории у Льва Ревуцкого (1954—1956) и Бориса Лятошинского (1956—1959). Дипломная работа «Четыре украинские народные песни» для хора и оркестра в 1959 году была отмечена Первой премией на всесоюзном конкурсе молодых композиторов и заслужила положительную оценку Дмитрия Шостаковича. Музыкальную аспирантуру (руководитель Лятошинский) закончил в 1962 году. К этому периоду времени относятся сочинения написанные под влиянием музыкального авангарда: «Симфонические фрески» по картинам Бориса Пророкова из серии «Это не должно повториться »(1961), «Пять стихотворений Владимира Маяковского» для баритона и фортепиано (1962), а также первые свои додекафоные опыты  «Четыре инвенции» и «Пять характерных пьес» для фортепиано (1962).   
Во второй половине 1960-х годов входил в неформальную группу композиторов — «Киевский авангард», изучавших и использующих методы современных западных композиторов. Позже преподавал в Киевской консерватории теорию музыки и композицию (1966—1969). Ещё в 1960 году перевел с немецкого книгу Ханса Елинека «Введение в 12-тоновую композицию» (нем. Anleitung zur Zwölftonkomposition), ставшей учебником по котором молодые киевские авангардисты-шестидесятники изучали технику додекафонию. Позже он вспоминал как относились к его творчеству и работам его друзей в те годы:
В нас тыкали пальцами — о, авангардист. Один пианист говорил: «Я эти диаграммы играть не буду». Вообще у киевской публики в те времена было такое отношение: «Композитор? Гы-гы-гы ». Само слово «композитор» вызывало улыбку. Погромы в прессе, клевета, глупости — всё это не добавляло уверенности в себе. Ощущалась полная изоляция от более широкого социума.
В 1981 году переехал в Москву, где работал редактором в редакции журнала «Советская музыка» (теперь «Музыкальная академия»). Участвовал в организации и был членом ACMa-2.
В 1989 году уехал в США по приглашению Украинского музыкального общества. Жил в Бруклине (Нью-Йорк), а в 2005 году переселился в Джерси-сити.

## Сочинения
- 1956 Пять романсов на стихи Александра Блока (по-русски) для голоса и фортепиано
- 1957 «Ноктюрн» для скрипки соло
- 1958 «Интермеццо» для оркестра
- 1958 Струнный квартет № 1
- 1959 «Четыре украинские народные песни» для смешанного хора и симфонического оркестра опус 6
- 1959 Соната для скрипки соло опус 8
- 1961 «Симфонические фрески» по мотивам серии картин художника Бориса Пророкова «Это не должно повториться» для симфонического оркестра опус 10
- 1962 «Пять стихотворений Владимира Маяковского» (по-русски) для баритона и фортепиано опус 9 1962
- 1962 «Пять характерных пьес» для фортепиано опус 11-Б (новая одноимённая версия для камерного оркестра: 1975)
- 1962 «Четыре двухголосные инвенции» для фортепиано опус 11-А (новая версия: «Четыре инвенции» для камерного оркестра, 1965)
- 1963 «Медведь», одноактная камерная опера-буффа по пьесе Антона Чехова
- 1963 «Предложение», одноактная камерная опера-буффа по пьесе Антона Чехова
- 1964 «Микроструктуры» для гобоя соло (новая версия: 1975)
- 1964 «Пастели» на стихи Павло Тычины (по-украински) для женского голоса и 4 струнных инструментов (скрипки, альта, виолончели и контрабаса) (новая версия: 1975)
- 1964 «Из японских хокку» на стихи Мацуо Басё и других японских поэтов для тенора, флейты-пикколо, фагота и ксилофона (новая версия: 1975)
- 1964 Два хора на стихи В. Маяковского и Н. Асеева (по-русски) для смешанного хора а капелла
- 1964 Трио для скрипки, контрабаса и фортепиано (новая версия: 1975)
- 1964—1966 «Константи» для 11 инструменталистов (4 фортепиано, 6 групп ударных и скрипки соло)
- 1964—1970 «Море», мелодрама на стихи Сен-Жона Перса «Горечи» («Amers») для чтеца, хора, органа и большого симфонического оркестра (мировая премьера на Музыкальном фестивале «Гаудеамус», Роттердам, Голландия, 1971)
- 1965 «Епитафия Р. М. Рильке» для сопрано, арфы, челесты, гитары и трубчатых колоколов (новая версия: 1975)
- 1965 «Четыре инвенции» для камерного оркестра (оркестровая версия «Четырёх двухголосных инвенций» для фортепиано опус 11-A, 1962)
- 1966 «Малая камерная музыка № 1» для 15 сольных струнных (1966)
- 1967 «Маргиналии по Хайсенбюттелю» на стихи Г. Хайсенбюттеля для чтеца и инструментального ансамбля (состав: № 1- 2 tr, tn; prc; № 2- 2 tr, 2 tn; № 3- 3 tr, tn) (новая версия: 1975)
- 1968—1969 «Гомеоморфии 1-2» для фортепиано
- 1968—1969 «Гомеоморфия 3» для 2 фортепиано
- 1969 «Візерунки» («Орнаменты», «Узоры») для гобоя, альта и арфы (или гитары) (новая версия: 1987)
- 1970 «Гомеоморфия 4» для большого симфонического оркестра
- 1971 «Малая камерная музыка № 2» для гобоя соло, арфы соло и 12 сольных струнных
- 1972 Две пьесы («Медитація», «Патетичний речитатив») для струнного оркестра
- 1975 «Пять характерных пьес» для оркестра (оркестровая версия одноимённого сочинения для фортепиано опус 11-Б: 1962) — утеряно
- 1976 «Буколічні строфи» для органа
- 1976 «Вечір на Івана Купала», симфоническая легенда по повести Н. Гоголя для большого симфонического оркестра
- 1977 «Concerto Misterioso» (памяти Катерины Белокур) для 9 инструментов (флейты, кларнета, фагота, античных тарелочек, клавесина, арфы, скрипки, альта и виолончели)
- 1981 «Ночной блюз» для гитары
- 1981 «Посвящения», семь ретро-пьес для гитары
- 1981 «Танго и фокстрот» для гитары
- 1981 «Три пьесы в старинном стиле» для гитары
- 1982 «Посвящения 2» для скрипки и фортепиано
- 1987 «Когда», интродукция и девять миниатюр на тексты Велимира Хлебникова (по-русски) для меццо-сопрано, скрипки (и альта), кларнета, фортепиано
- 1988 «Für Elise — Zur Erinnerung» («Елізі на згадку») для фортепиано
- 1990 «Глас 1» для виолончели
- 1991 «Temnere Mortem» («Зневажати смерть»), кантата на текст Григория Сковороды для 4-голосного смешанного камерного хора а капелла
- 1992 «Ворзель», симфоническая элегия (памяти Б. Лятошинского) для 3 оркестровых групп
- 1992 «Передвістя світла» на стихи В. Барки для сопрано, скрипки, кларнета, фортепиано и синтезатора
- 1993 «І буде так», восемь стихотворений Николая Воробьёва для сопрано, скрипки, кларнета, фортепиано и синтезатора «Casio 100» с ударными
- 1994 «Глас 2», некролог Дмитрию Шостаковичу для бас-кларнета соло